# 阿莱克斯·科拉
何塞·亚历山大·科拉（英語：José Alexander Cora，1975年10月18日—）曾是一位来自波多黎各的美国职棒大联盟内野手，目前担任波士顿红袜的总教练。他的大学棒球生涯在迈阿密大学度过，随后在1998年至2011年期间先后效力于洛杉矶道奇、克里夫兰印地安人、波士顿红袜、纽约大都会、德州游骑兵、华盛顿国民。 退役后科拉先在ESPN的棒球分析专家，随后回到联盟担任教练和总教练。

## 球员生涯

### 早年生涯
科拉在1993年美国职棒大联盟选秀上被明尼苏达双城在第12轮选中，但是并没有签约，选择进入迈阿密大学打大学棒球。大学棒球期间，他在1995年和1996年两次入选大学世界大赛最佳阵容。1996年他带领球队进入到冠军战，但最后输给了路易斯安那州立大学。科拉在2006年入选迈阿密大学的体育名人堂。
1996年美国职棒大联盟选秀之前，科拉被棒球美国杂志评为大学最佳守备球员。他在第三轮被洛杉矶道奇选中，当球季在高阶1A的维罗海滩道奇打了61场比赛，交出了2成57打击率、无全垒打、26分打点的成绩。1997年他在2A的圣安东尼奥任务效力，在127场比赛中打出2成34打击率、3支全垒打、48份打点的成绩。随后的1998年、1999年和2000年三个赛季科拉在阿尔伯克基公爵分别出赛81、80和30场，打击率为2成64、3成08和3成73。

### 洛杉矶道奇
1998年6月7日，科拉完成了他的大联盟首秀，代表洛杉矶道奇出战西雅图水手，他的哥哥乔伊·科拉在该场比赛中担任水手队的二垒手。随后的七个赛季科拉都在道奇队效力，一共出赛684场，打击率2成46，全垒打27支，打点173分。在道奇队效力期间，他主要担任二垒手和游击手。2000年和2001年，由于道奇队把资深球员马克·古兹拉尼克移防至二垒，科拉多数时间担任游击手。2002年随着塞萨尔·伊兹图里斯的出现以及古兹拉尼克被交易到芝加哥小熊，科拉回到了二垒手的位置。
科拉在道奇效力期间只进入过1次季后赛。在2004年国家联盟分区赛中，道奇以1比3的总比分输给了圣路易红雀。系列赛的四场比赛科拉均担任二垒手，15个打数仅打出2支安打。

### 克里夫兰印地安人
2005年1月，科拉以自由球员的身份和克里夫兰印地安人。他共出赛49场，其中22场是先发游击手，14场是先发二垒手，打击率2成05，全垒打1支，打点8分。2005年7月7日，科拉被交易到波士顿红袜，交换雷蒙·巴斯克斯。

### 波士顿红袜

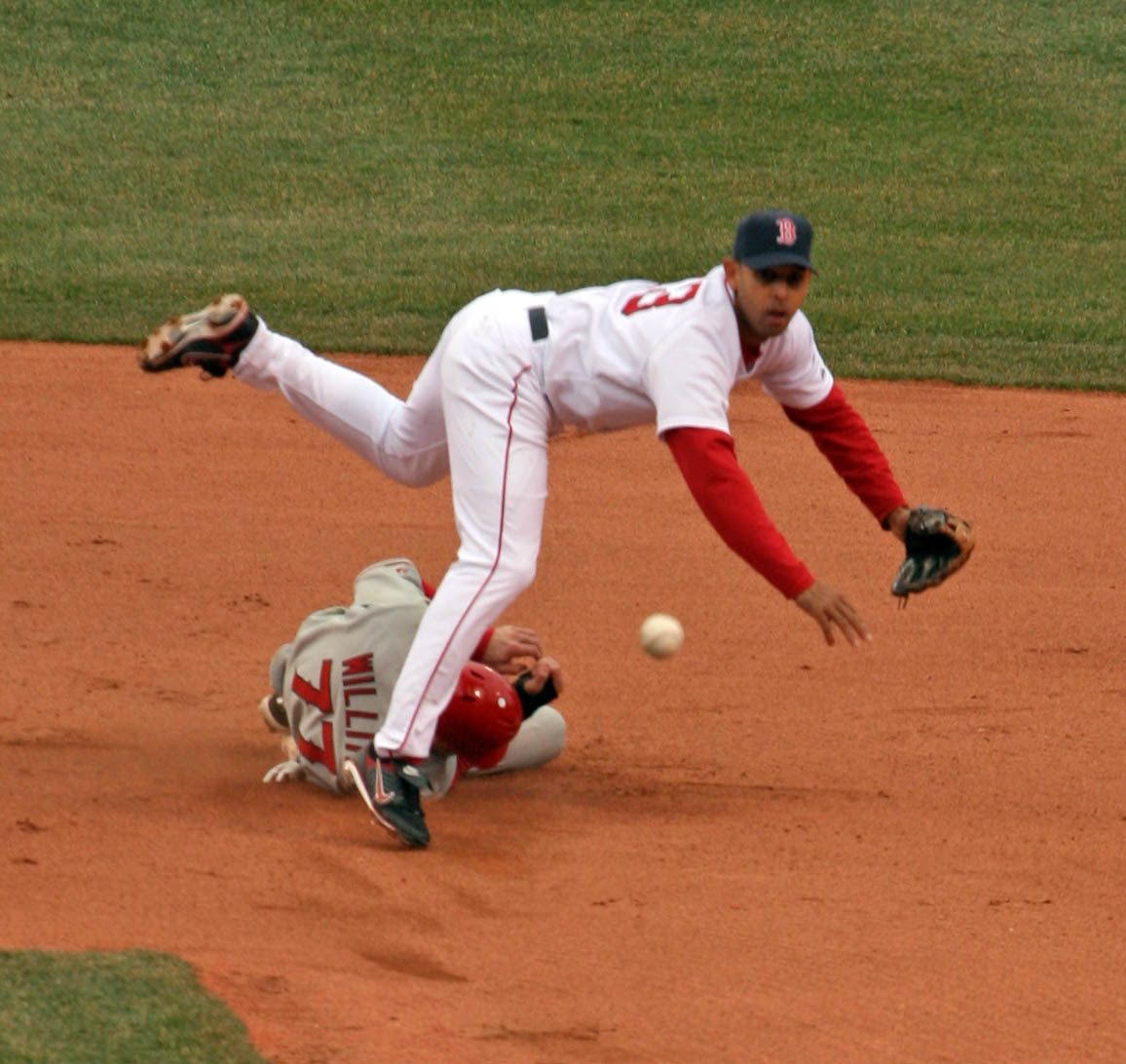
4月16日，科拉代表红袜队出场对阵洛杉矶天使，他完成了一个双杀守备

2005年7月7日，科拉第一次代表波士顿红袜出场，该赛季他出场47次，打击率2成69，全垒打2支，打点16分。在2005年美国联盟分区赛中，红袜队被芝加哥白袜3比0横扫，科拉仅上场守备1次，没有打击。
2006年科拉原本计划作为埃德加·伦特利亚的替补，随着伦特利亚被交易到亚特兰大勇士后，科拉有机会成为先发游击手。但红袜队又在2006年2月引进阿莱克斯·冈萨雷斯，科拉回到替补的位置。2006年科拉出赛96场，打击率2成38，全垒打1支，打点18分。
2007年科拉在常规赛出赛83场，打击率2成46，全垒打3支，打点18分。在该赛季的季后赛中，他在美联冠军赛和世界大赛中分别替补上场守备2次，他随队获得了该赛季的世界大赛冠军。
2008年科拉在常规赛出赛75场，打击率2成70，没有全垒打，打点9分。季后赛他出赛4场，分别是2场美联分区赛和2场美联冠军赛，他在26个打数中击出4支安打，打回1分打点。这也是科拉作为球员最后一次在季后赛亮相。
2008年10月30日，科拉成为一名自由球员。在红袜效力的四年间，科拉共出场301次，打击率2成52，全垒打6支，打点61分。

### 纽约大都会
2009年1月22日，科拉和纽约大都会签下一年的合约。2009年他共出赛82场，打击率2成51，全垒打1支，打点18分。赛季结束后科拉与大都会队续签了一年的合同，还包括了一年的选项合同。但在2010年8月7日大都会队释出了科拉。在大都会效力的一个半赛季期间，科拉共出赛144场，打击率2成34，全垒打1支，打点34分。

### 德州游骑兵
2010年8月17日，科拉和德州游骑兵签下小联盟合约，他先被指派到3A的俄克拉何马城红鹰，出赛6场后被游骑兵队叫上了大联盟，他在大联盟共出场4次。9月7日，游骑兵解除了科拉的合约。尽管在游骑兵队效力时间很短，但之后球队还是给了他一枚美联冠军戒指。

### 华盛顿国民

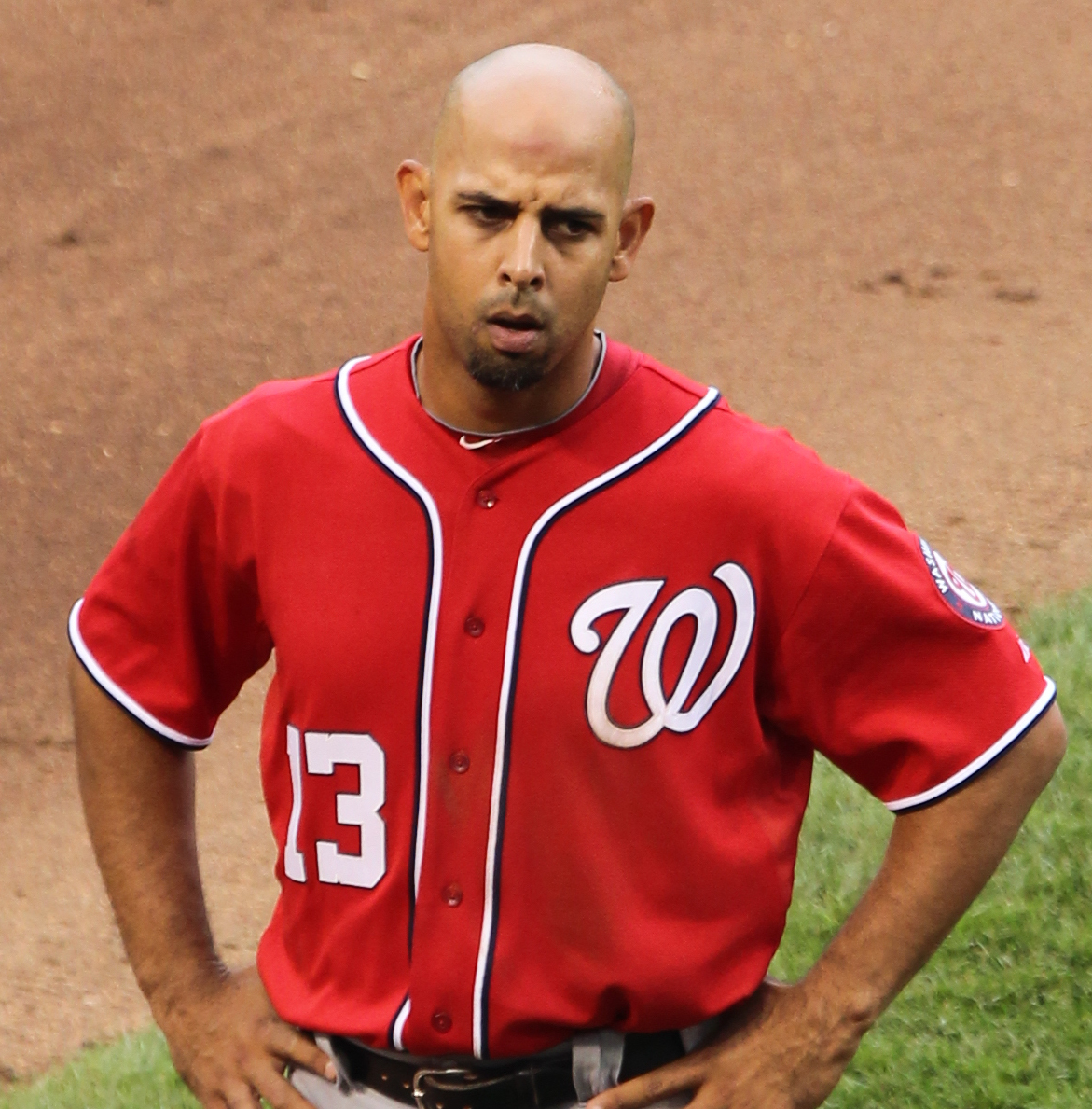
效力于华盛顿国民的科拉

2011年1月，科拉和华盛顿国民签下小联盟合约。该赛季科拉为国民队出赛91场，交出了2成24打击率，6分打点的成绩。科拉最后一次为国民队出场是2011年9月28日，他在对阵佛罗里达马林鱼的比赛中上场代打，击出了一支三垒安打。

### 球员生涯晚期
2011年赛季结束后，科拉回到波多黎各打冬季联盟比赛，之后他宣布退役；但没过多久他澄清只是从冬季联盟中退役。
2012年2月5日，科拉同意和圣路易斯红雀签订小联盟合同。他在春训中上场打击24次，打击率2成08，打点1分。随后在3月25日卫冕冠军决定和科拉解约。

### 著名比赛
2004年5月12日，道奇队的科拉在面对芝加哥小熊的先发投手马特·克莱蒙特的一个打数中缠斗了18球，面对2坏1好的球数时，科拉连续打了14个界外球，最终打出了全垒打。这是80年代中期有记录球数以来第三长的单一打席用球数。他的兄弟乔伊开玩笑的说，当时他和他的一个朋友在餐馆里边吃饭边观看这场比赛，第一球的时候他们点了第一杯啤酒，当阿莱克斯击出全垒打的时候他们“已经喝醉了，准备叫辆出租车回家”。
科拉参与了两场大联盟历史上耗时最长的九局比赛。第一场是2001年10月5日道奇队对旧金山巨人的比赛，共耗时4小时27分钟，科拉在第八局上场守备。第二场是2006年8月18日红袜队对纽约洋基的双重赛第二场，共耗时4小时45分钟，他作为先发游击手打满全场。

### 国际赛生涯
科拉代表波多黎各参加了2006年和2009年两届世界棒球经典赛；他打击率分别为1成33（15支2）和1成25（8支1）.。科拉2016年起担任波多黎各棒球代表队总教练，直到他2018年担任波士顿红袜总教练。

## 球员生涯后

### 电视
2013年至2016年期间，科拉担任ESPN和ESPN西班牙语频道的解说嘉宾。

### 教练
2016年11月15日，科拉成为休士顿太空人的板凳教练。2017年期间，太空人队总教练A·J·欣奇三次被驱逐出场，科拉均承担起总教练的职责。他本人也在8月25日对洛杉矶天使的比赛中被驱逐出场，当时他向主审抱怨比赛用球太脏，需要更换，这是科拉生涯第一次被驱逐出场。

### 总教练

#### 波士顿红袜
在2017年美国联盟冠军赛期间，科拉参加了波士顿红袜总教练岗位的面试。随后，有报道指出科拉将被任命为红袜队的总教练。10月22日，也就是太空人队在美联冠军赛淘汰纽约洋基的第二天，红袜队宣布他们和科拉签下为期三年的总教练合约，并且包含了2021年的选项。他于世界大赛结束后正式出任总教练的角色。2020年初，被捲入偷暗號風波，紅襪不等聯盟懲處結果出來，搶在聯盟宣布判罰之前先開除，他被視為是2017年太空人隊偷暗號事件主謀且2018年轉到他們那邊也可能有帶隊再犯類似情勢的現任總教練Alex Cora。波士頓紅襪隊將聘回服完一年禁賽的Alex Cora擔任總教練一職。

#### 执教记录
最後更新：2024年9月29日
| 球隊       | 年       | 例行賽成績 | 例行賽成績 | 例行賽成績 | 例行賽成績 | 例行賽成績       | 季後賽成績 | 季後賽成績 | 季後賽成績 | 季後賽成績 | 季後賽成績                   |
| 球隊       | 年       | 比賽場次   | 勝         | 負         | 勝率       | 排名             | 比賽場次   | 勝         | 負         | 勝率       | 備註                         |
| ---------- | -------- | ---------- | ---------- | ---------- | ---------- | ---------------- | ---------- | ---------- | ---------- | ---------- | ---------------------------- |
| 波士頓紅襪 | 2018     | 162        | 108        | 54         | .667       | 美國聯盟東區第1  | 14         | 11         | 3          | .786       | 世界大賽冠軍（勝於道奇）     |
| 波士頓紅襪 | 2019     | 162        | 84         | 78         | .519       | 美國聯盟東區第3  | -          | --         | --         | .---       |                              |
| 波士頓紅襪 | 2021     | 162        | 92         | 70         | .568       | 美國聯盟東區外卡 | 11         | 6          | 5          | .545       | 美聯冠軍賽落敗（負於太空人） |
| 波士頓紅襪 | 2022     | 162        | 78         | 84         | .481       | 美國聯盟東區第5  | -          | --         | --         | .---       |                              |
| 波士頓紅襪 | 2023     | 162        | 78         | 84         | .481       | 美國聯盟東區第5  | -          | --         | --         | .---       |                              |
| 波士頓紅襪 | 2024     | 162        | 81         | 81         | .500       | 美國聯盟東區第3  | -          | --         | --         | .---       |                              |
| 紅襪合計   | 紅襪合計 | 972        | 521        | 451        | .536       |                  | 25         | 17         | 8          | .680       |                              |

## 个人生活
休赛期科拉居住在波多黎各的卡瓜斯。他已经结婚，并拥有四个孩子，其中包括2017年球季期间出生的双胞胎。
科拉的哥哥乔伊·科拉也曾经是大联盟的球员，目前是一位棒球教练
。